# Era dell'Aquario

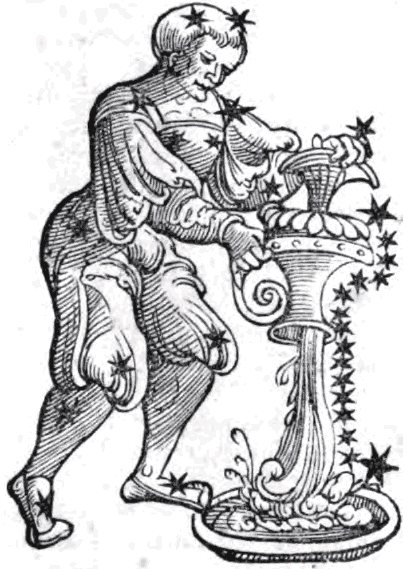
L'Aquario da una stampa del 1550 del Liber Astronomiae di Guido Bonatti

L'era dell'acquario (o dell'aquario) è uno dei dodici periodi o eoni in cui alcune credenze esoteriche suddividono la storia dell'umanità.

## Definizione
Tra i suoi vari teorici, il fondatore dell'antroposofia Rudolf Steiner fu uno dei primi ad averne delineato le caratteristiche. Ogni era astrologica ha la durata approssimativa di 2160 anni; l'insieme delle dodici ere al completo è detto anno platonico, ed è di 25.772 anni. Diversamente dall'astrologia tradizionale, dove il primo segno zodiacale è l'Ariete, il secondo il Toro, ecc., le ere astrologiche sono calcolate al contrario, quindi all'era dell'Ariete segue quella dei Pesci, poi quella dell'Acquario, del Capricorno e via dicendo, procedendo a ritroso in base al fenomeno della precessione degli Equinozi.
L'inizio di questa era sarebbe attribuibile a un fenomeno astronomico reale detto precessione degli equinozi, dovuto al movimento di rotazione terrestre sul proprio asse, il quale provoca il lento spostamento del cosiddetto punto vernale (o primo punto d'Ariete o punto gamma), in cui l'equatore celeste interseca l'eclittica, ovvero il percorso apparente del sole nel cielo. Quando il Sole, nel suo apparente moto annuo, transita per tale punto, la Terra viene a trovarsi in corrispondenza dell'equinozio di primavera. Nel 1790 a.C. circa nella sfera celeste vista dalla Terra il punto gamma cominciò a transitare lungo la costellazione dell'Ariete dopo aver abbandonato quella del Toro. Poi, sempre per via della precessione, indietreggiò fino a entrare in quella dei Pesci nel 109 a.C., mentre nell'anno 2350 circa entrerà in quella dell'Acquario.
In astrologia, il calcolo delle ere astrologiche viene però effettuato basandosi sulle dodici costellazioni zodiacali, le quali appunto non hanno la stessa ampiezza lungo l'eclittica, Le ere zodiacali hanno pertanto durate diverse. Per questo motivo ci sono pareri controversi riguardo all'ingresso nell'era dell'Acquario: ad esempio, nel libro The Book of World Horoscopes, Nicholas Campion cita varie fonti che spaziano dal 1447 (Terry MacKinnell) al 3621 (John Addey).

## Significato astrologico
Per l'astrologia ogni era riflette le caratteristiche della costellazione di cui fa parte manifestandole a livello sociale, economico, politico, culturale e comportamentale per la Terra, ed essendo un periodo molto lungo, le caratteristiche cominciano ad aver luogo circa 70 anni dopo la data ufficiale del suo inizio. È dal tardo XX secolo che si sente già parlare di "Era dell'Acquario", molto spesso riferendosi erroneamente al movimento New Age, che potrebbe invece considerarsi, nell'attendibilità di questa corrente di pensiero, solo una conseguenza di questa Era.
Tra le caratteristiche principali dell'Acquario che si ritroverebbero nell'era attuale, ci sono la solidarietà, la democrazia, la fratellanza, la ricerca di uno stile di vita nel rispetto dell'ambiente, l'umanitarismo, l'apertura di idee, e lo sviluppo di nuove tecnologie (si veda a tal proposito la rivoluzione tecnologica avvenuta e che sta avvenendo negli ultimi decenni a seguito dell'avvento del personal computer, e ancora di più, della rete Internet). Allo stesso modo l'apertura mentale e senza pregiudizi vedrebbe il fallimento di vecchi schemi sociali o religiosi e delle tendenze culturali costrittive per la libertà di scelta dell'individuo. Sarebbero tipici dell'era dell'Acquario anche la ricerca di cure alternative, discipline orientali e il ritorno alla meditazione come ricerca interiore di sé stessi e ribellione, intesa come anticonformismo e ricerca del nuovo. Tutte queste caratteristiche, tipiche dell'epoca attuale, portano gli astrologi a considerare ormai giunto l'arrivo dell'era dell'Acquario, che avrebbe preso avvio esattamente nel 21 dicembre 2020 con la congiunzione dei pianeti Giove e Saturno.

## Influenza culturale
L'espressione Era dell'Acquario è stata impiegata per indicare movimenti giovanili, come ad esempio gli hippy, che tra gli anni sessanta e settanta del secolo scorso, hanno dato origine a movimenti culturali e studenteschi alternativi, considerati da molti come il presagio di questo cambiamento futuro dei valori connessi con l'arrivo imminente dell'età dell'acquario. Astrologicamente, questo fenomeno New Age, caratterizzato dalla congiunzione di Urano (il cambiamento) con Plutone (la massa popolare) viene considerato solo l'alba del cambiamento e non il cambiamento vero e proprio.

## L'era dello Spirito
Gioacchino da Fiore è stato uno dei primi teologi cristiani a concepire la filosofia della storia secondo cui, dopo un'era del Padre (corrispondente all'ebraismo e all'Antico Testamento, con Mosé, l'ariete, che distrugge il toro "il vitello d'oro"), era seguita un'era del Figlio (in cui Gesù, simboleggiato dai pesci, s'è rivelato nel cristianesimo e nel Nuovo Testamento) ed infine sarebbe giunta l'ultima era, l'era dello Spirito.
Tale concezione gioachimita in questi ultimi decenni ha influenzato anche, ma non solo, il pensiero New Age a proposito del passaggio dall'era dei Pesci (che corrisponderebbe all'era del Figlio) a quella dell'Acquario (che corrisponderebbe all'era dello Spirito).